# Neuhaus (hrad)
Neuhaus je zaniklý hrad jižně od města Plesná v okrese Cheb. Stával na skalnatém návrší v nadmořské výšce asi 560 metrů nedaleko železniční trati Františkovy Lázně – Bad Brambach. Od roku 1963 je chráněn jako kulturní památka.

## Historie
Jako první písemná zmínka o hradu se udává rok 1197, kdy zde mělo stát sídlo ministeriálů waldsasského kláštera, ale rozbor historických pramenů ukázal, že jde o jiné sídlo, které vzniklo pravděpodobně jako vojenský opěrný bod během neklidných poměrů ve 12. a 13. století. Na krátce osídleném hradě nebyl nalezen žádný materiál, který by umožnil datovat dobu jeho existence.

## Stavební podoba
Hlavním stavebním materiálem na hradě bylo dřevo, ale obvodové opevnění mohla tvořit zeď z nasucho kladených kamenů, ze které se dochoval valovitý útvar. Půdorys staveniště byl oválný a ze tří stran ho chránil val s příkopem, které jsou na jižní straně poškozeny stavbou železniční trati. V severní části hradního jádra se nachází vyvýšenina, na které mohla stát nějaká budova, ale zástavba zbytku plochy je neznámá.

## Přístup
Zbytky hradu jsou volně přístupné odbočkou z modře značené turistické trasy z Plesné do Skalné.